# Matthew Brick
Matthew (Matt) Brick ist ein neuseeländischer Orthopäde und ehemaliger Duathlet und Triathlet. Matt Brick war 1991 und 1992 ITU-Duathlonweltmeister über die Kurzdistanz.

## Werdegang
Matt Brick begann seine Triathlonlaufbahn nach Abschluss seines Medizinstudiums im Alter von 24 Jahren. Bereits zwei Jahre nach seinem ersten Triathlontraining wurde er 1989 Zweiter beim Ironman New Zealand. Auf Grund seiner Schwäche beim Schwimmen fokussierte er sich zunehmend auf den Duathlon. 1991 und 1992 wurde er ITU-Duathlonweltmeister. Eine Achillessehnenverletzung zwang ihn 1993 vorerst zum vorzeitigen Ende seiner aktiven sportlichen Karriere.
In den folgenden Jahren blieb er dem Duathlon- und Triathlonsport als Buchautor, Orthopäde, Sportarzt und Betreuer von Leistungssportlern treu. Nach seiner Rückkehr zum aktiven Sport feierte er 2003 beim Ironman New Zealand einen Achtungserfolg, als er als zweiter über 40-Jähriger einen Ironman in weniger als 9 Stunden absolvierte.

## Sportliche Erfolge
| Datum/Jahr  | Rang | Wettbewerb          | Austragungsort | Zeit     | Bemerkung           |
| ----------- | ---- | ------------------- | -------------- | -------- | ------------------- |
| 1. Mai 2003 | 13   | Ironman New Zealand | Taupō          | 08:59:52 | Sieger der AK 40–44 |
| 1993        | 8    | Ironman New Zealand | Taupō          | 09:05:24 |                     |
| 1989        | 2    | Ironman New Zealand | Taupō          | 08:51:39 | [ 3 ]               |
| 1988        | 8    | Ironman New Zealand | Taupō          | 09:33:05 |                     |

| Datum/Jahr | Rang | Wettbewerb                       | Austragungsort    | Zeit | Bemerkung            |
| ---------- | ---- | -------------------------------- | ----------------- | ---- | -------------------- |
| 1992       | 1    | ITU Duathlon World Championships | Frankfurt am Main |      | Duathlon-Weltmeister |
| 1991       | 1    | ITU Duathlon World Championships | Palm Springs      |      | Duathlon-Weltmeister |

(DNF – Did Not Finish; DSQ – Disqualifiziert)

## Trivia
Matt Brick wird häufig als Namensgeber für die englische Bezeichnung des im Triathlonsport genutzten Wechseltrainings, dem sogenannten Brick training, genannt.

## Veröffentlichungen
- Matthew Brick: Precision multisport. Polar CIC, 1994, ISBN 951-96925-7-6.